# Isabel Cristina Restrepo Cárdenas
Isabel Cristina Restrepo Cárdenas (Medellín, 18 de julio de 1989 - Ibídem, 15 de junio de 2008) fue una bailarina colombiana.

## Biografía
Nació en Medellín el 18 de julio de 1989.
Cuando contaba tres años vio por televisión una función de la Bella Durmiente y quedó encantada con el ballet clásico.
Así, desde ese mismo instante sus juegos infantiles giraban en torno a la danza; sus disfraces, movimientos y representaciones tenían siempre que ver con ser bailarina. Ingresó a la escuela de ballet del Instituto de Bellas Artes de Medellín a la edad de 6 años, destacándose entre todas las demás alumnas de su curso. Su menuda figura, férrea disciplina y gran talento hicieron que varias academias pusieran sus ojos en ella, participando y protagonizando  obras  montadas por el Ballet Metropolitano de Medellín, como El Cascanueces y Alicia en el país de las maravillas.
Además de la danza clásica, su inteligencia, facilidad de aprendizaje y adaptación la hicieron parte del elenco juvenil del Ballet Folclórico de Antioquia y de otros grupos con montajes de tango, danza moderna y contemporánea y obras infantiles como Pedro y el lobo.
En 2006, participó en el Concurso Mujeres Jóvenes Talento de Medellín y trabajó como profesora  en la Academia María Elena Uribe, una de las más prestigiosas de Medellín.
Al tiempo que realizaba sus labores como bailarina y profesora de ballet clásico, adelantaba  estudios de arquitectura en la Universidad Pontificia Bolivariana.
Fue asesinada por arma cortopunzante el 15 de junio de 2008 en el parque anteriormente llamado Astorga, al tratar de defenderse de un presunto intento de acceso carnal violento. El parque ahora recibe el nombre «Parque de la bailarina Isabel Cristina Restrepo Cárdenas» en su honor.